# Julián Román
Julián Edgardo Román Rey (Bogotá, 23 de noviembre de 1977) es un actor colombiano  en teatro, cine y televisión.  Inició su formación muy joven a través de talleres permanentes en la escuela distrital de teatro Luis Enrique Osorio, y luego continuó con estudios de arte dramático, manejo del espacio y expresión corporal en el teatro popular de Bogotá TPB con reconocidos maestros como Adelaida Nieto, Carolina Vivas, Ignacio Rodríguez y Rosario Jaramillo, así como en el laboratorio de investigación artística teatral «Actuemos» de su padre, el también actor Edgardo Román.
En el 2019, se graduó, en la ciudad de Medellín como Maestro en arte dramático de la Universidad de Antioquia. Ha participado de varios montajes de teatro representando a Colombia en varios festivales del mundo.

## Biografía
Nació el 23 de noviembre de 1977 en Bogotá y es hijo del también actor Edgardo Román, su madre es María Eugenia Rey Guillén, heredó su vena artística de su padre, llegando a ser hoy uno de los actores colombianos reconocidos. Hermano de Liliana Román Rey, en 1988 siendo todavía un niño, hizo su aparición en el largometraje Técnicas de duelo, a inicios de los años noventa trabajó en la adaptación teatral de la novela La cándida Eréndira en el teatro nacional, en donde manifiesta recibió matoneo por parte de la actriz Delfina Guido, posteriormente en Águilas no cazan moscas y Golpe de estadio, todas bajo la dirección de Sergio Cabrera. En la pantalla chica con un personaje de reparto en el exitoso seriado Cuando quiero llorar no lloro, más conocido como Los Victorinos, en el que interpretó al mejor amigo del Victorino pobre, participación que le permitió abrirse paso rápidamente en el medio. En 1989 participó en la telenovela Azúcar interpretando a Ignacio Solaz niño.
Su primer papel importante fue en El hijo de Nadia, a los 17 años. Interpretó a Solipa en Corazones blindados del Canal RCN y a Carlos Castaño Gil en Tres Caínes del mismo canal. Fue presentador del programa de concurso Escape Perfecto, del Canal RCN. También fue protagonista de la serie biográfica-musical del cantautor y compositor mexicano Juan Gabriel Hasta que te conocí. Como también a Carlos Uzcategui en la serie el Comandante, y protagonista de la serie Nadie me quita lo bailao en la que da vida a Beto Pérez.
A lo largo de su vida sentimental estuvo relacionado con mujeres de la farándula como Geraldine Zivic, Silvia de Dios, Gisela van Lacke y Ana Serradilla. Actualmente tiene una relación sentimental con la actriz y cantante venezolana Juliette Pardau. 
En el 2019, gracias a la "ley del actor" aprobada en el congreso de la República, se graduó, junto con más de 35 actores, como maestro en arte dramático de la Universidad de Antioquia en alianza con la academia de Artes Guerrero.
Actualmente participa en De brutas nada, producida por Sony Pictures Television para Amazon Prime Vídeo.
Desde el inicio del gobierno de Iván Duque, Román ha tenido alta visibilidad en redes sociales, gracias a su faceta como activista político que ha compartido con otras figuras públicas como Adriana Lucía, Santiago Alarcón, Alejandro Riaño y Mario Muñoz, vocalista de Doctor Krápula. A través de redes sociales y de apariciones públicas artísticas, ha expresado críticas a las medidas tomadas por el gobierno nacional en relación con las manifestaciones en su contra y a las medidas que ha tomado frente a la pandemia del coronavirus.

## Filmografía

### Cine
| Año  | Título                                   | Rol              | Notas |
| ---- | ---------------------------------------- | ---------------- | ----- |
| 1988 | Técnicas de duelo: una cuestión de honor | Niño Parra       |       |
| 1994 | Águilas no cazan moscas                  | Franklin Parra   |       |
| 1998 | Golpe de estadio                         | Valencia         |       |
| 2003 | La primera noche                         | Wilson           |       |
| 2005 | El trato                                 |                  |       |
| 2010 | Retratos en un mar de mentiras           | Jairo            |       |
| 2011 | En coma                                  | Cheo             |       |
| 2015 | La semilla del silencio                  | Roberto Guerrero |       |
| 2024 | Del Otro Lado del Jardin                 | Carlos Framb     |       |

### Televisión
Marcelina
Gregorio 

| Año       | Título                            | Rol                            | Notas                                                                |
| --------- | --------------------------------- | ------------------------------ | -------------------------------------------------------------------- |
| 1989      | Vampiromanía                      | Niño vampiro                   |                                                                      |
| 1989      | Azúcar                            | Niño Ignacio Solaz             |                                                                      |
| 1991      | Cuando quiero llorar no lloro     | El Negro de joven              |                                                                      |
| 1996      | Guajira                           | Ramón Ibarra                   |                                                                      |
| 1998      | Felisa Romero                     | Policía                        | Película de televisión                                               |
| 1999      | Me llaman Lolita                  | Lalo Bocanegra                 |                                                                      |
| 1999      | ¿Por qué diablos?                 | Elías «La Chanda» Guerra       |                                                                      |
| 2001      | Amor a mil                        | Kevin Abelardo McKenzie        |                                                                      |
| 2002–2004 | Francisco el Matemático           | Byron Beltrán                  |                                                                      |
| 2005–2006 | Los Reyes                         | Leonardo «Leo» Giovanny Reyes  |                                                                      |
| 2007      | Mujeres asesinas                  | DiegoKike                      | Episodio: «Ana María, la heredera»Episodio: «Mónica, la falsa mujer» |
| 2007–2008 | Tiempo final                      | MonoInspector Morales          | Episodio: «Malos socios»Episodio: «Crímenes legales»                 |
| 2008–2009 | Valentino, el argentino           | Valentino Robles               |                                                                      |
| 2009      | Las muñecas de la mafia           | Erick González                 |                                                                      |
| 2009–2010 | La bella Ceci y el imprudente     | Primo González                 |                                                                      |
| 2011      | Confidencial                      | Rodrigo Duque                  | Episodio: «Broma pesada»                                             |
| 2012–2013 | Las santísimas                    | Simón Samper                   |                                                                      |
| 2012–2013 | Corazones blindados               | Nehemías «Neme» Solipa         |                                                                      |
| 2013      | Tres Caínes                       | Carlos Castaño «El Comandante» |                                                                      |
| 2013      | Crónicas de un sueño              | Julio Mancipe                  |                                                                      |
| 2013      | La prepago                        | Wilson Moreno                  |                                                                      |
| 2014–2016 | La viuda negra                    | Richi                          | Rol principal (temporada 1); invitado (temporada 2)                  |
| 2015      | Lady, la vendedora de rosas       | Treinta y Ocho                 |                                                                      |
| 2016      | Hasta que te conocí               | Juan Gabriel                   | Rol principal; 15 episodios                                          |
| 2017      | El Comandante                     | Carlos Uzcátegui               |                                                                      |
| 2018      | Nadie me quita lo bailao          | Alberto Pérez                  | Rol principal; 49 episodios                                          |
| 2019      | Historia de un crimen: Colmenares | Periodista Salazar             | Rol principal; 5 episodioes                                          |
| 2019–2020 | El general Naranjo                | Rubiel Varela «El Liso»        | Rol principal (temporadas 1–2); 37 episodios                         |
| 2019–2020 | El Señor de los Cielos            | Joaquín Estrella               |                                                                      |
| 2020–2023 | De brutas, nada                   | Guillermo Roble                |                                                                      |
| 2024      | La sustituta                      | Agente Torres                  |                                                                      |

## Premios y nominaciones

#### Premios India Catalina
| Año  | Categoría                                    | Telenovela o serie            | Resultado |
| ---- | -------------------------------------------- | ----------------------------- | --------- |
| 2014 | Mejor actor protagónico de serie             | Tres Caínes                   | Nominado  |
| 2013 | Mejor actor antagónico de telenovela o serie | Corazones blindados           | Ganador   |
| 2010 | Mejor actor protagónico de telenovela        | La bella Ceci y el imprudente | Ganador   |
| 2010 | Mejor actor o actriz de reparto              | Las muñecas de la mafia       | Nominado  |
| 2006 | Mejor actor de reparto                       | Los Reyes                     | Nominado  |
| 2003 | Mejor actor de reparto                       | Francisco el matemático       | Ganador   |

#### Premios TVyNovelas
| Año  | Categoría                        | Telenovela o serie       | Resultado |
| ---- | -------------------------------- | ------------------------ | --------- |
| 2018 | Mejor actor protagónico          | Nadie me quita lo bailao | Nominado  |
| 2015 | Mejor actor protagónico de serie | La viuda negra           | Nominado  |
| 2014 | Mejor actor protagónico de serie | Tres Caínes              | Nominado  |
| 2014 | Mejor actor de reparto de serie  | La prepago               | Nominado  |
| 2006 | Mejor actor de reparto           | Los Reyes                | Ganador   |

#### Premios Macondo
| Año  | Categoría              | Película                       | Resultado |
| ---- | ---------------------- | ------------------------------ | --------- |
| 2016 | Mejor actor de reparto | La semilla del silencio        | Nominado  |
| 2010 | Mejor Actor Principal  | Retratos en un mar de mentiras | Nominado  |

#### Produ Awards
| Año  | Categoría             | Telenovela o serie  | Resultado |
| ---- | --------------------- | ------------------- | --------- |
| 2017 | Mejor actor principal | Hasta que te conocí | Nominado  |

### Otros premios
- Festival de Cine Latino de Los Ángeles: Mención especial del jurado por su actuación en la película Retratos en un mar de mentiras.
- Festival internacional de cine calzada de Calatrava 2024: Mejor actor por su actuación en la película Del otro lado del jardín.